# AMECC
AMECC (brasilianisch „Associação Menores Com Cristo“, zu Deutsch „Gemeinschaft der Kleinen mit Christus“) bezeichnet ein Kinderdorf in Guarabira (Brasilien, Bundesstaat Paraíba) sowie den dazugehörigen brasilianischen Trägerverein. Die AMECC ist eine wohltätige und weitgehend spendenfinanzierte nichtstaatliche Organisation.

## Entstehung und Entwicklung
Die AMECC wurde im Jahr 1990 vom katholischen Geistlichen Gerd Brandstetter gegründet.
Zunächst wurde ihm durch den Jugendrichter der Stadt Guarabira lediglich die Vormundschaft für einen einzelnen Jugendlichen übertragen. Nach und nach suchten weitere Straßenkinder und Jugendliche Zuflucht bei Gerd Brandstetter.
Durch eine Großspende konnte 1993 ein sechs Hektar großes Gelände am Stadtrand von Guarabira erworben werden.
Dieses Gelände beherbergt heute das Kinderdorf mit seinen Wohnhäusern, die Grundschule „São Rafael“, einen Kindergarten sowie Verwaltungsgebäude.
Zur Zeit betreut die AMECC ca. 230 sozial benachteiligte Kinder und Jugendliche. 60 Kinder wohnen entweder dauerhaft im Kinderdorf oder werden ganztägig dort betreut. 50 Kleinkinder besuchen den Kindergarten, insgesamt 160 Kinder und Jugendliche besuchen die Grundschule des Kinderdorfs.
Die AMECC beschäftigt ca. 40 Psychologen, Sozialarbeiter, Lehrer und weitere Hilfskräfte.

## Unterstützer
Der Großteil der Unterstützung wird über den deutschen Verein „Gerd Brandstetter - Kinderdorf Guarabira e.V.“ und die „Kinderdorf Guarabira Stiftung“, jeweils mit Sitz in Altötting, organisiert. Der Verein hat über 250 Mitglieder. Er trägt private Spenden zusammen und organisiert ein Patenschaftsprogramm für das Kinderdorf.
Die AMECC stützt sich hauptsächlich auf Spenden aus dem deutschsprachigen Raum, insbesondere aus dem bayerischen Bistum Passau und der Stadt Altötting.
Neben vielen Einzelpersonen setzen sich auch Schulklassen, Vereine und Unternehmen durch die Übernahme von Patenschaften und regelmäßige Spendenaktionen für den Unterhalt des Kinderdorfs ein.
Außerdem werben auch Prominente für die AMECC, wie etwa der ehemalige Bischof von Passau Wilhelm Schraml, der Kabarettist Bruno Jonas oder Stephanie von Pfuel.

## Jugendaustausch
Über die Jahre haben mehr als 70 junge Erwachsene aus Deutschland, Österreich und der Schweiz als freiwillige Mitarbeiter an dem Projekt AMECC mitgewirkt. Im Gegenzug haben auch brasilianische Jugendliche die Möglichkeit erhalten, zeitweise in Deutschland zu leben und Praktika oder Au-pair-Aufenthalte zu absolvieren.
Das Kinderdorf ist seit 2008 ein vom Bundesministerium für wirtschaftliche Zusammenarbeit und Entwicklung anerkanntes weltwärts-Projekt.

## Veröffentlichungen
- Hannes Burger, Mariele Vogl-Reichenspurner: Padre Geraldo und sein Dorf voller Kinder. Altötting 2014, ISBN 978-3-87245-084-5[16]
- Stefan Nimmesgern: Momente. 2002 (Brasilienbuch) und Brasilien. 2002 (Bildkalender).
- Annemone Seidel, Florian Schepper, Konrad Reschke: AMECC & TALITA. Zwei psychosoziale Projekte für brasilianische Jungen und Mädchen in Risikosituationen. Aachen 2009, ISBN 978-3-8322-8670-5.